# WASP-18 b
WASP-18 b est une exoplanète ayant 10 fois la masse de Jupiter et tournant autour de son étoile, WASP-18, en moins d'un jour (0,94 j) et à environ 3 millions de kilomètres d'elle. Avec une telle masse, cette planète s'approche de la masse minimale d'une naine brune (13 fois la masse de Jupiter). 

WASP-18 b est située à environ 325 al de la Terre. La planète a été découverte par Coel Hellier de l'Université de Keele[réf. souhaitée].

## Future absorption par son étoile
La distance entre WASP-18 b et son étoile correspond à environ trois fois le diamètre de l'étoile. Pour comparer, la Terre se situe à 150 millions de kilomètres du Soleil, soit à plus de 100 fois le diamètre de son étoile. À cause de l'accélération due aux forces de marée, la planète doit s'écraser sur son étoile dans moins d'un million d'années, ce qui correspond à moins de 0,1 % de la durée de son existence ; l'âge de ce système étant estimé à environ 1 milliard d'années. 

Cette décroissance de l'orbite de cette planète est due au fait que sa révolution (moins d'un jour) est bien plus courte que la rotation de l'étoile (environ cinq jours et demi), ce qui fait que le bourrelet de marée créé par la planète sur l'étoile est constamment en arrière de l'axe étoile-planète, transférant ainsi le moment cinétique de la planète à celui de rotation de l'étoile.

### Comparaisons par rapport aux forces de marée
Les forces de marée modifient aussi l'orbite de la Lune, mais dans le sens inverse car la révolution de la Lune est bien plus longue que la rotation de la Terre, éloignant ainsi progressivement la Lune de la Terre.
Une situation similaire à celle de WASP-18 b est celle de la lune de Mars, Phobos, qui tourne autour de la planète à une distance 40 fois plus petite que la distance entre la Terre et la Lune et avec une révolution plus courte que la rotation martienne. On s'attend à ce que Phobos soit détruit dans environ 11 millions d'années.